# By All Means Necessary
By All Means Necessary è il secondo album in studio del gruppo hip hop statunitense Boogie Down Productions, pubblicato nel 1988.
| Recensione | Giudizio |
| ---------- | -------- |
| AllMusic   | [ 1 ]    |

## Tracce
Tutte le tracce sono scritte, prodotte e interpretate da KRS-One.
1. My Philosophy – 5:41
2. Ya Slippin' – 4:56
3. Stop the Violence – 4:42
4. Illegal Business – 5:22
5. Nervous – 4:13
6. I'm Still #1 – 5:13
7. Part Time Suckers – 5:32
8. Jimmy – 4:16
9. T'Cha-T'Cha – 4:35
10. Necessary – 2:57

## Classifiche

### Classifiche settimanali
| Classifica (1988)         | Posizione massima |
| ------------------------- | ----------------- |
| Stati Uniti               | 75                |
| US Top R&B/Hip-Hop Albums | 18                |

### Classifiche di fine anno
| Classifica (1988)         | Posizione massima |
| ------------------------- | ----------------- |
| US Top R&B/Hip-Hop Albums | 63                |